# Thần Quý Minh

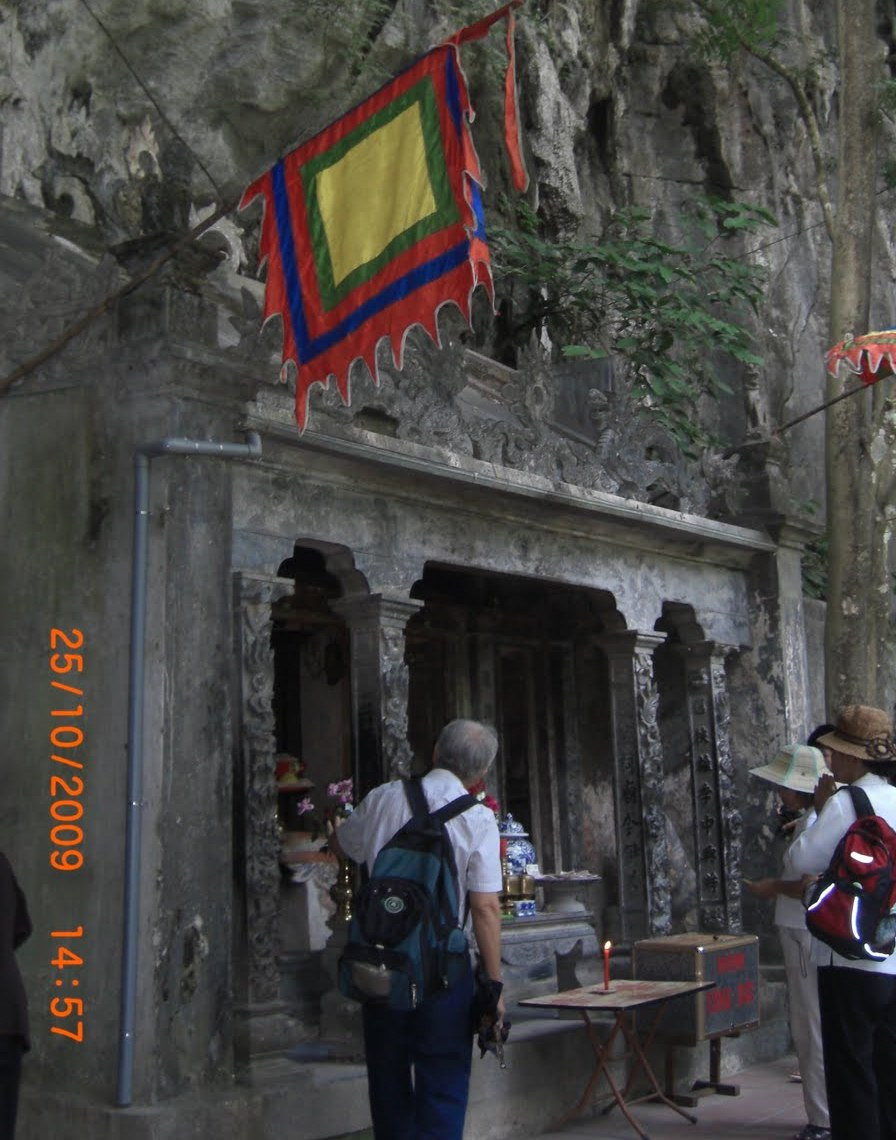
Đền thờ thần Quý Minh ở thành Tràng An-Ninh Bình

Thần Quý Minh hay Quý Minh đại vương là một vị thần trong truyền thuyết Việt Nam. Theo tín ngưỡng Việt Nam, Sơn Tinh, Thần Cao Sơn và Thần Quý Minh thường là những hậu duệ của Lạc Long Quân và Âu Cơ, tức em của Hùng Vương hoặc là Tướng của Hùng Vương thứ 18. Tuy nhiên, khác với hai vị thần núi kia được thờ ở những vùng núi cao, thần Quý Minh thường được coi là vị thổ thần, thủy thần và thờ phụng ở những vùng trũng hoặc đồng bằng.

## Truyền thuyết
Cũng giống như các truyền thuyết về thần Cao Sơn, thần tích nguồn gốc thần Quý Minh ở các đền thờ có nhiều dị bản:
Trong địa bàn xứ Kinh Bắc các tục thờ thần thường gắn liền với truyền thuyết về thần Cao Sơn và thần Quý Minh mà ít thờ Sơn Tinh. Theo thần tích làng Ngâm Mạc, Gia Bình, Bắc Ninh: Vào đời Hùng Vương thứ XVIII có hai vợ chồng người Hồng Châu đến chùa Thiên Thai cầu tự. Từ đấy sinh ra một bọc hai con trai, đặt tên là Cao Sơn và Quý Minh. Khi Hùng Duệ Vương cho tìm người tài, cả hai bèn đến chầu, Vua phong cho làm Đô chỉ huy sứ Tướng quân. Thục Phán An Dương Vương dấy quân, vua sai hai người đem quân đi bình giặc. Hai người cùng đem quân đến núi Sóc Sơn, đạo Kinh Bắc, mới đánh một trận giặc Thục thua chạy. Vua ban cho ngài thực ấp ở đạo Kinh Bắc. Ngài về chỗ trú sở đóng quân trước, rồi hoá vào ngày 12 tháng 11.
Theo truyền thuyết ở vùng văn hóa xứ Đông như Hải Phòng, Hải Dương thì thần Quý Minh lại là một vị thủy thần, cai quản vùng sông nước và là người đã giúp Sơn Tinh đánh dẹp Thủy Tinh. Thần Quý Minh được coi như một biểu tượng của sự chiến thắng giặc nước cũng như các thế lực cuồng phong của thiên nhiên của dân vùng trũng.
Ở vùng văn hóa xứ Đoài thì các thần tích cho biết Quý Minh và Cao Sơn là em họ của Sơn Tinh. Khi thờ thì một vị ở bên trái và một vị bên phải. Thần tích đình làng Ích Vịnh, xã Phương Đình (Đan Phượng, Hà Nội) cho biết: Hùng Duệ vương khi bị quân nhà Thục từ Ai Lao tiến đánh, định cướp ngôi. Ba anh em Sơn thánh vâng lệnh nhà vua, quyết phá tan quân Thục. Hiển Công (tức Quý Minh) xuất quân qua đất Phấn Lôi (Ích Vịnh ngày nay) chiêu mộ thêm quân sĩ, phá tan giặc nhà Thục. Hiển Công được phong Quý Minh Đại vương, ông xin trở lại Phấn Lôi lập ấp. Rồi một ngày kia, Quý Minh đang đi du ngoạn trên núi Tản Viên, bỗng gió mưa, sấm chớp nổi lên, đất trời u ám. Một tiếng vọng lớn từ vách núi: "Nay triệu Quý Minh về cõi thọ/Cùng lên Thiên giới họp quân thần". Quý Minh hóa ngay thành mây gió. Nhân dân Phấn Lôi lập miếu, viết Duệ hiệu phụng thờ. Nhiều đời đế vương gia phong là Thượng đẳng phúc thần.
Theo truyền thuyết dân gian xứ Sơn Nam, Đức Thánh Quý Minh Đại Vương là một vị thủy thần, là người có công trấn giữ vùng chiêm trũng ải Sơn Nam (trấn nam Hoa Lư tứ trấn), bảo vệ đất nước thời vua Hùng Duệ Vương (tức vua Hùng thứ 18). Người là một "thượng đẳng thần", được các nhà vua qua nhiều triều đại ban sắc phong, được nhân dân khắp xứ này thờ phụng. Đền chính được Vua Đinh Tiên Hoàng cho xây dựng tại thành Tràng An ở cố đô Hoa Lư, sau vua Trần Thái Tông cho xây dựng lại với quy mô như ngày nay. Xung quanh khu vực này còn nhiều đền thờ Quý Minh Đại Vương như: đền Dưỡng Khê, đền Quý Minh Đại Vương, đền Đô và chùa Phú Nhai ở xã Ninh Nhất; đền Sặt và đình Hoàng Sơn ở phường Ninh Tiến; Đền Phúc Khánh, đền Phương Đình phường Ninh Sơn; chùa Đẩu Long và đền Hiềm phường Phúc Thành thành phố Hoa Lư Đình Phúc Trì và đền Thượng Phúc Trì phường Nam Thành (thành phố Hoa Lư); Đền Thượng và chùa Nhân Lý xã Ninh Mỹ, Đền Bến xã Ninh Xuân, Đền Trần và đền Bim xã Trường Yên, Đền Cả La Mai xã Ninh Giang,  đền Miếu Sơn (Ninh Vân, Hoa Lư), đình Sinh Dược, đình Bình Khang (Liên Sơn, Gia Viễn), Đình Vật TT Yên Thịnh, Đền Thượng Mai Thôn xã Mai Sơn, Đền Thần xã Khánh Thượng, đền Quảng Phúc (Yên Phong Yên Mô), Đình Hàng Xã, Thanh Lạc, huyện Nho Quan; Đền Đông, đền Thượng xã Khánh Hải, Yên Khánh.
Trên thực tế Cao Sơn, Quý Minh được các thần tích ghi chép lại và được truyền thuyết hoá rất nhiều nơi với những dạng thức khác nhau như được ghi chép dưới dạng thần tích theo kết cấu hoàn chỉnh: sự ra đời, chiến công và hoá thân, cũng có khi họ hiện lên dưới báo mộng, phù trợ giúp các tướng lĩnh đời sau đánh giặc ngoại xâm.